# Stary Dębostrów
Stary Dębostrów (deutsch Alt Damuster) ist ein Dorf in der polnischen Woiwodschaft Westpommern. Das Dorf bildet einen Teil der Gmina Police (Stadt- und Landgemeinde Pölitz) im Powiat Policki (Pölitzer Kreis). Stary Dębostrów liegt etwa 20 Kilometer nördlich von Stettin (Szczecin) und etwa 7 Kilometer nordwestlich von Police (Pölitz).